# Italo Gallo
Italo Gallo (Padula, 12 marzo 1921 – Salerno, 24 aprile 2016) è stato un grecista e papirologo italiano.

## Biografia
È stato professore di papirologia dal 1969 presso la nascente facoltà di lettere dell'Università di Salerno, divenendo poi ordinario di letteratura greca e direttore del dipartimento di scienze dell'antichità. Dal 1980 al 1984 insegnò letteratura greca a Napoli presso l'Università Federico II. Nel 1983 insieme ad un gruppo di studiosi si attivò per ricostituire la Società salernitana di storia patria, che pubblicò nel 1984 il primo numero della nuova serie della Rassegna storica salernitana sospesa nel 1967.

## Opere
- Italo Gallo (a cura di), Clodio e Milone: Lettere scelte e l’orazione in difesa di Milone, Opera di Cicerone, Hermes, 1959.
- Italo Gallo (a cura di), Platone, Eros. Antologia del simposio e del fedro, Oreste Barjes Editore, 1970.
- Italo Gallo, Arcangelo Rotunno e Padula, Laveglia Editore, 1978.
- Italo Gallo, Teatro ellenistico minore, Edizioni dell'Ateneo, 1981.
- Venturino Panebianco, Il Mezzogiorno nell'antichità. Scritti di storia e archeologia, a cura di Italo Gallo, Presentazione di Giovanni Pugliese Carratelli, Ente per le antichità e i monumenti della provincia di Salerno, 1981.
- Italo Gallo, Avviamento alla papirologia greco-latina, Napoli, Liguori, 1983. URL consultato il 28 agosto 2020 (archiviato dall'url originale il 28 aprile 2016).
- Italo Gallo (a cura di), Miscellanea filologica, Laveglia, 1986.
- Italo Gallo, Problemi vecchi e nuovi della biografia greca, Lofredo, 1990.
- Italo Gallo, Ricerche sul teatro greco, Edizioni scientifiche italiane, 1992, ISBN 978-88-7104-434-7.
- Amedeo Moscati e Italo Gallo, Salerno e salernitani dell'ultimo Ottocento, Laveglia, 1996.
- Italo Gallo, Figure e momenti della cultura salernitana dall'Umanesimo ad oggi, Salerno, Laveglia, 1997. URL consultato il 28 agosto 2020 (archiviato dall'url originale il 2 ottobre 2018).
- Italo Gallo e Claudio Moreschini (a cura di), I generi letterari in Plutarco : atti del VIII convegno plutarcheo, Pisa, 2-4 giugno 1999, Napoli, D'Auria, 2000, ISBN 88-7092-181-6.
- Italo Gallo, Profili di personaggi salernitani tra ottocento e novecento, Salerno, Laveglia, 2002, ISBN 88-88773-54-1.
- Italo Gallo, Studi di papirologia ercolanese, Napoli, D'Auria, 2002, ISBN 88-7092-207-3.
- Italo Gallo (a cura di), La biblioteca di Plutarco : atti del IX convegno plutarcheo, Pavia, 13-15 giugno 2002, Napoli, D'Auria, 2004, ISBN 88-7092-233-2.
- Italo Gallo, Riflessioni e divagazioni sulla grecità, Edizioni dell'Ateneo, 2004.
- Italo Gallo, La biografia greca: profilo storico e breve antologia di testi, Rubbettino Editore, 2005, ISBN 978-88-498-1402-6.